# Йёргенсен, Лукас
Лукас Йёргенсен (дат. Lukas Jørgensen; род. 31 марта 1999, Lejre, Лайре) — датский гандболист, выступает за гандбольный клуб «Фленсбург-Хандевитт» и сборную Дании по гандболу. Олимпийский чемпион 2024 года, двукратный чемпион мира 2023 и 2025 годов, серебряный призёр чемпионата Европы 2024 года.

## Карьера

### Клубная
Лукас Йёргенсен — воспитанник гандбольного клуба «ГОГ». В датском клубе в первом дивизионе дебютировал в сезоне 2018/19 годов, также принимал участие в матчах Кубка ЕГФ.
В сезоне 2020/21 годов выступал за «Орхус». Затем вернулся в «ГОГ». Выиграл Кубок Дании в 2019 и 2023 годах, а также чемпионат Дании в 2022 и 2023 годах.
С сезона 2023/24 годов играет за немецкий клуб Бундеслиги «Фленсбург-Хандевитт». В 2024 году в составе этой команды выиграл Лигу Европы ЕГФ.

### Международная карьера в сборной
В составе первой сборной Лукас Йёргенсен дебютировал в 2023 году.
В январе 2023 года принял участие в чемпионате мира, который состоялся в Польше и Швеции. На том турнире Дания в третий раз подряд стала чемпионом, а Лукас впервые завоевал золотую медаль мирового первенства.
На чемпионате Европы 2024 года в Германии в составе своей национальной сборной стал серебряным призёром. Сыграл девять матчей и забил 20 голов.
В августе 2024 года был включён в состав Дании на Олимпийский турнир по гандболу. Сборная Дании одержала уверенную победу на турнире, а игроки сборной стали Олимпийскими чемпионами. Был включён в состав звёзд турнира.
Участвовал в играх чемпионата мира 2025 года, стал двукратным чемпионом в составе своей национальной сборной. 